# Imbut

L'Imbut (Embut signifie entonnoir en provençal) est le nom propre d'un lieu-dit sur la commune de La Palud-sur-Verdon dans les Gorges du Verdon
où se trouve un siphon naturel créé par un chaos rocheux.

## Description
À cet endroit des gorges, les falaises se resserrent et la rivière disparaît sous un énorme chaos rocheux. Le Verdon a creusé à cet endroit deux ou trois galeries souterraines, dont une sorte de chambre de près de 30 mètres de haut, avec un siphon, qui fait le plaisir de certains canoéistes chevronnés.

## Historique
En 1928, Robert de Joly est le premier à franchir l’Imbut, en utilisant un scaphandre : ce passage permet de démontrer que l’Imbut n’est pas une perte, mais un simple passage souterrain.

## Sources